# Поточкова взаємна інформація
Пото́чкова взає́мна інформа́ція (ПВІ, англ. pointwise mutual information, PMI), або то́чкова взає́мна інформа́ція (англ. point mutual information) — це міра пов'язаності, що використовується в теорії інформації та статистиці. На відміну від взаємної інформації (ВІ), що будується на ПВІ, вона стосується одиничних подій, тоді як ВІ стосується усереднення всіх можливих подій.

## Визначення
ПВІ пари результатів x та y, що належать дискретним випадковим змінним X та Y, дає кількісну оцінку розбіжності між імовірністю їхнього збігу за заданого їхнього спільного розподілу, та їхніми особистими розподілами за умови їхньої незалежності. Математично:
{\displaystyle \operatorname {pmi} (x;y)\equiv \log {\frac {p(x,y)}{p(x)p(y)}}=\log {\frac {p(x|y)}{p(x)}}=\log {\frac {p(y|x)}{p(y)}}.}
Взаємна інформація (ВІ) випадкових змінних X та Y є математичним сподіванням значення ПВІ над усіма можливими результатами (по відношенню до спільного розподілу {\displaystyle p(x,y)}).
Ця міра є симетричною ({\displaystyle \operatorname {pmi} (x;y)=\operatorname {pmi} (y;x)}). Вона може набувати додатних та від'ємних значень, але є нульовою, якщо X та Y є незалежними. Зауважте, що хоча ПВІ й може бути додатною або від'ємною, її математичне сподівання над усіма спільними подіями (ВІ) є додатним. ПВІ досягає максимуму тоді, коли X та Y є цілком пов'язаними (тобто, {\displaystyle p(x|y)} або {\displaystyle p(y|x)=1}), даючи наступні межі:
{\displaystyle -\infty \leq \operatorname {pmi} (x;y)\leq \min \left[-\log p(x),-\log p(y)\right].}
Нарешті, {\displaystyle \operatorname {pmi} (x;y)} збільшуватиметься за незмінної {\displaystyle p(x|y)}, але зменшуваної {\displaystyle p(x)}.
Ось приклад для ілюстрації:
| x | y | p(x, y) |
| - | - | ------- |
| 0 | 0 | 0.1     |
| 0 | 1 | 0.7     |
| 1 | 0 | 0.15    |
| 1 | 1 | 0.05    |

Використовуючи цю таблицю, ми можемо здійснити відособлювання, щоби отримати наступну додаткову таблицю для особистих розподілів:
|   | p(x) | p(y) |
| - | ---- | ---- |
| 0 | 0.8  | 0.25 |
| 1 | 0.2  | 0.75 |

У цьому прикладі ми можемо обчислити чотири значення {\displaystyle pmi(x;y)}. Із застосуванням логарифмів за основою 2:
| pmi(x=0;y=0) | = | −1        |
| pmi(x=0;y=1) | = | 0.222392  |
| pmi(x=1;y=0) | = | 1.584963  |
| pmi(x=1;y=1) | = | -1.584963 |

(Для довідки, взаємною інформацією {\displaystyle \operatorname {I} (X;Y)} тоді буде 0.2141709)

## Схожості зі взаємною інформацією
Поточкова взаємна інформація має багато відношень, однакових зі взаємною інформацією. Зокрема,
{\displaystyle {\begin{aligned}\operatorname {pmi} (x;y)&=&h(x)+h(y)-h(x,y)\\&=&h(x)-h(x|y)\\&=&h(y)-h(y|x)\end{aligned}}}
де {\displaystyle h(x)} є власною інформацією, або {\displaystyle -\log _{2}p(X=x)}.

## Нормалізована поточкова взаємна інформація (НПВІ)
Поточкову взаємну інформацію може бути нормалізовано в проміжку [-1,+1], що дає в результаті -1 (у границі) для спільної появи ніколи, 0 — для незалежності та +1 — для цілковито спільної появи.
{\displaystyle \operatorname {npmi} (x;y)={\frac {\operatorname {pmi} (x;y)}{h(x,y)}}}

## Варіанти ПВІ
На додачу до наведеної вище НПВІ, ПВІ має багато інших цікавих варіантів. Порівняльне дослідження цих варіантів можна знайти в 

## Ланцюгове правило для ПВІ
Як і взаємна інформація, поточкова взаємна інформація слідує ланцюговому правилу, тобто,
{\displaystyle \operatorname {pmi} (x;yz)=\operatorname {pmi} (x;y)+\operatorname {pmi} (x;z|y)}
Це може бути легко доведено як
{\displaystyle {\begin{aligned}\operatorname {pmi} (x;y)+\operatorname {pmi} (x;z|y)&{}=\log {\frac {p(x,y)}{p(x)p(y)}}+\log {\frac {p(x,z|y)}{p(x|y)p(z|y)}}\\&{}=\log \left[{\frac {p(x,y)}{p(x)p(y)}}{\frac {p(x,z|y)}{p(x|y)p(z|y)}}\right]\\&{}=\log {\frac {p(x|y)p(y)p(x,z|y)}{p(x)p(y)p(x|y)p(z|y)}}\\&{}=\log {\frac {p(x,yz)}{p(x)p(yz)}}\\&{}=\operatorname {pmi} (x;yz)\end{aligned}}}

## Застосування
В математичній лінгвістиці ПВІ використовували для знаходження сполучень та пов'язаності слів. Наприклад, підрахунок появ та спільних появ слів у корпусі текстів можна використовувати для наближення ймовірностей {\displaystyle p(x)} та {\displaystyle p(x,y)} відповідно. Наступна таблиця показує кількості пар слів, що отримали найвищі та найнижчі рівні ПВІ у перших 50 мільйонах слів англомовної Вікіпедії (дамп від жовтня 2015 року), відфільтрованих за 1 000 чи більше спільних появ. Частоту кожної з кількостей можна отримати діленням її значення на 50 000 952. (Зауваження: в цьому прикладі для обчислення значень ПВІ використано натуральний логарифм замість логарифму за основою 2)
| слово 1 | слово 2   | кількість слів 1 | кількість слів 2 | кількість спільних появ | ПВІ            |
| ------- | --------- | ---------------- | ---------------- | ----------------------- | -------------- |
| puerto  | rico      | 1938             | 1311             | 1159                    | 10.0349081703  |
| hong    | kong      | 2438             | 2694             | 2205                    | 9.72831972408  |
| los     | angeles   | 3501             | 2808             | 2791                    | 9.56067615065  |
| carbon  | dioxide   | 4265             | 1353             | 1032                    | 9.09852946116  |
| prize   | laureate  | 5131             | 1676             | 1210                    | 8.85870710982  |
| san     | francisco | 5237             | 2477             | 1779                    | 8.83305176711  |
| nobel   | prize     | 4098             | 5131             | 2498                    | 8.68948811416  |
| ice     | hockey    | 5607             | 3002             | 1933                    | 8.6555759741   |
| star    | trek      | 8264             | 1594             | 1489                    | 8.63974676575  |
| car     | driver    | 5578             | 2749             | 1384                    | 8.41470768304  |
| it      | the       | 283891           | 3293296          | 3347                    | -1.72037278119 |
| are     | of        | 234458           | 1761436          | 1019                    | -2.09254205335 |
| this    | the       | 199882           | 3293296          | 1211                    | -2.38612756961 |
| is      | of        | 565679           | 1761436          | 1562                    | -2.54614706831 |
| and     | of        | 1375396          | 1761436          | 2949                    | -2.79911817902 |
| a       | and       | 984442           | 1375396          | 1457                    | -2.92239510038 |
| in      | and       | 1187652          | 1375396          | 1537                    | -3.05660070757 |
| to      | and       | 1025659          | 1375396          | 1286                    | -3.08825363041 |
| to      | in        | 1025659          | 1187652          | 1066                    | -3.12911348956 |
| of      | and       | 1761436          | 1375396          | 1190                    | -3.70663100173 |

Добре сполучені пари мають високу ПВІ, оскільки ймовірність спільної появи є лише трошки нижчою за ймовірності появи кожного зі слів. З іншого боку, пара слів, ймовірності появи яких є значно вищими за ймовірність їхньої спільної появи, отримує низький рівень ПВІ.